# Кирило Розумовський
Граф (з 1744) Кири́ло Григоро́вич Розумо́вський (прізвище при народженні — Розум; 18 (29) березня 1728,село Лемеші, Козелецька сотня, Київський полк, Київська губернія, Гетьманщина — 9 (21) січня 1803, резиденція Батуринський палац, Конотопський повіт, Чернігівська губернія, Російська імперія) — українсько-російський військовий, політичний та державний діяч, останній гетьман Війська Запорізького (1750—1764), генерал-фельдмаршал (1764), президент Петербурзької академії наук протягом більш ніж півстоліття (з 1746 по 1798). Засновник графського і княжого роду Розумовських.

## Біографія
Народився 18 березня 1728 року в Гетьманщині, в селі Лемеші Козелецької сотні Київського полку в сім'ї козака Григорія Розума. Здобув початкову освіту на рідній Чернігівщині.
Старший брат Кирила, Олексій Розумовський, 1731 року завдяки своєму неординарному голосу потрапив до придворної капели в Петербурзі й  невдовзі став фаворитом цариці Єлизавети, а після її вступу на престол 1741 року дістав від неї високі чини камергера та генерал-поручика і 1742 року таємно обвінчався з нею. Олексій Розумовський мав великий вплив при імператорському дворі й домігся багатьох пільг для козацької старшини, сприяв відновленню гетьманства на Лівобережній Україні. Саме Олексій Розумовський 1742 року забрав свого брата Кирила з рідного села Лемеші в Петербург, де він виховувався під опікою О. Сумарокова та І. Єлагіна.
З Санкт-Петербурга Кирило був посланий, під опікою ад'юнкта Академії Наук Григорія Теплова, на навчання за кордон (Німеччина, Франція, Італія), де перебував у 1743–1745 і навчався в університетах Кенігсберга, Берліна, Геттінгена, Страсбурга під керівництвом відомих вчених Ейлера та Штрубе.
У червні 1744 року разом зі старшим братом був удостоєний графського титулу. 1744 року Імператриця Єлизавета Петрівна під час відвідин Києва обрала місце для будівлі Маріїнського палацу за проектом Бартоломео Растреллі саме для графа Розумовського.
Після повернення з-за кордону, 1745 року одержав чин дійсного камергера. Маючи гарну зовнішність, чудову освіту та приємні манери, швидко завоював високий авторитет у імператорському дворі. Повернувся до Петербурга 1745 р.  1746 року одружився з родичкою імператриці Єлизавети I, Катериною Наришкіною.
Того ж 1746 року 18-річного Розумовського було призначено президентом Петербурзької Академії наук. 
Ідучи назустріч проханням Олексія Розумовського та козацької старшини, Єлизавета Петрівна відновила гетьманство, скасоване після смерті гетьмана Данила Апостола 1734 року. 5(16).V.1747, на домагання козацької старшини, підтриманої Олексієм Розумовським, імператриця Єлизавета I Петрівна іменним указом «Про Буття в Малоросії гетьманові за колишніми норовами і звичаями» [Архівовано 4 Серпня 2016 у Wayback Machine.] відновила гетьманат.
На Глухівській раді 22 лютого 1750 року за вказівкою імператриці гетьманом Лівобережної України обрано Кирила Розумовського. Однак самого Кирила на церемонії не було, він не захотів їхати зі столиці в провінцію. 31 липня 1750 року Кирило Розумовський отримав грамоту Єлизавети про відновлення гетьманської резиденції в Батурині. В 1751 р. гетьман поїхав у Глухів і Батурин.

### Реформа Гетьманщини

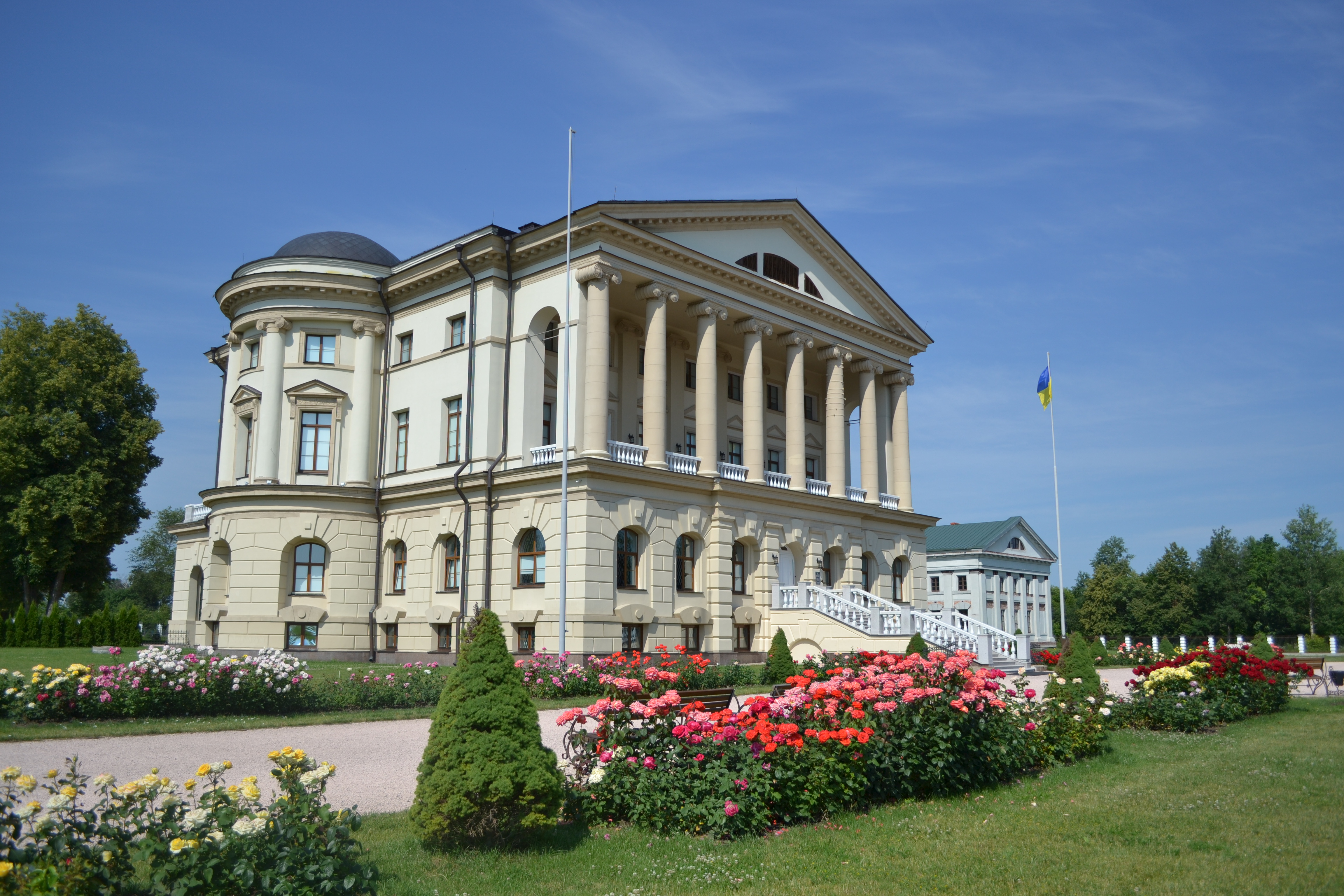
Палац Кирила Розумовського в Батурині

Кирило Розумовський намагався перебудувати Гетьманщину на європейський лад. У процесі цієї перебудови виявилися дві головні політичні течії серед вищої козацької старшини. Одна з них, консервативна (речниками її були генеральний писар Андрій Безбородько й генеральний підскарбій Михайло Скоропадський), намагалася, зберігаючи традиційний козацький устрій Гетьманщини, наблизити його до шляхетського ладу Речі Посполитої. За гетьманування Кирила Розумовського Гетьманщину було поділено на повіти, запроваджено систему шляхетських судів — земських, ґродських і підкоморських (1760-1763), війтівські посади у великих містах передано до козацької старшини. Поширилися політичні права старшини, яка частіше брала участь у старшинських з'їздах, «зібраннях», а згодом (1763-1764) у «Генеральному зібранні» в Глухові для обговорення важливіших справ і проектів державних реформ. Термін «шляхетство» став офіційною назвою козацької старшини. Поруч з тим ішов процес обмеження прав посполитих, але одночасно було відкрито ширший доступ до старшини представникам некозацьких верств (духовенство, багаті міщани тощо).
Друга політична течія, до якої належали здебільшого представники молодої старшинської інтелігенції, що здобували часто високу освіту в Західній Європі (речником їх були брати Туманські, зокрема Василь, майбутній генеральний писар), шукала зразків для державної перебудови своєї країни на Заході й воліла встановити в Україні (в дусі освіченого абсолютизму) гетьманську монархію, спадкову в роді Розумовських, але з наданням їй певних конституційних форм парламентарного типу («Генеральні зібрання»). Ця течія набрала більшого впливу на початку 1760-х pp., коли вона 1764 року (мабуть, за згодою К. Розумовського) зробила спробу висунути свої домагання не лише в Україні (в тогочасних російських документах — Малоросії), але й перед російським урядом.
Це пожвавлення політичного життя й думки у Гетьманщині було пов'язане з діяльністю самого К. Розумовського. Він намагався — але без успіху — дістати право дипломатичних зносин, дбав про розвиток української торгівлі й промисловості, розпочав широку програму «національних строєній» (у зв'язку з проєктом перенесення столиці до Батурина — цими заходами керував Григорій Теплов), реформував козацьке військо («воїнська екзерциція», за проєктом полковника лубенського Івана Кулябки та інші заходи), планував відкриття університету в Батурині, сприяв розвиткові української науки (зокрема історії), літератури й мистецтва.

### Останній гетьман

Меморіальна дошка на Свято-Воскресінському храмі у Батурині

Російський уряд прагнув централізувати імперію та ліквідувати політичні устрої на приклад Гетьманщини (указ 1754 року про контроль над фінансами Гетьманщини; скасування індукти й евекти у 1754 р.; ліквідація митного кордону між Росією й Гетьманщиною 1755 року; вилучення Києва з-під влади гетьмана; передача українських справ знову у відомство Сенату і контроль над наданням урядів і маєтків гетьманом тощо).
У своїй присязі, даній Єлизаветі Петрівні у двірській церкві, Розумовський зобов'язувався бути «вірним, добрим і слухняним рабом і підданцем і народ малоросійський до вірності і послуху приводити».
Але натомість він, як і його оточення з-поміж найпередовішої української старшини, яка свято зберігала пам'ять про часи Хмельницького, Мазепи, використав відновлення гетьманства як можливість відродження й зміцнення української державності. Хоч Розумовський був найбільшим землевласником в Україні і одним з найбагатших власників у Росії, він, на відміну від багатьох його попередників та сучасників, почав дбати й про своє оточення, зміцнювати зв'язки, зокрема й родинні, між впливовими українськими старшинами. Прагнучи зміцнити гетьманську владу, він через шлюби своїх дітей поріднився з Журавками, Кочубеями, Апостолами, Галаганами, Валькевичами, Дараганами. Гетьман без дозволу царського уряду роздавав старшині у володіння вільні маєтності, сотенні містечка й села.
Ще з часів Петра І полковники в Україні призначалися лише за погодженням з царським урядом. Гетьман Розумовський, використовуючи своє становище при царському дворі, почав сам призначати своїх прихильників на ці посади. Під тиском гетьмана вийшов царський указ від 13 січня 1752 року, про заборону поширення на українців «холопства» (кріпацтва), а тих, хто переступав цей указ, оголошено було злочинцями й ослушниками. Без дозволу гетьмана заборонялося чинити арешти українців, окрім карних злочинців. Для підтримання встановлених правил та з метою запобігти порушенням указу Розумовський запровадив при своєму дворі особливу канцелярію для приймання листів, скарг, прохань і документів від населення, що було якісно важливим кроком у запобіганні зловживань старшин та царської адміністрації й сприяло зміцненню автократичної влади гетьмана. Крім того, Розумовський вів доволі самостійну економічну політику, сам встановлював митні збори й не посилав звіту в Петербург. Він почав реформувати армію, вводити однострій — сині мундири — у полки.
Новий уряд Катерини II посилив централістичну політику щодо підросійської України. З другого боку, соціальна політика К. Розумовського й перетворення Гетьманщини на державу шляхетського типу поглибили соціальні суперечності, а династичні плани К. Розумовського викликали опозицію й опір з боку шляхетської аристократії. До того додалися ще великі втрати України внаслідок її участі у Семирічній війні. У цих умовах Катерина II скористалася з петиції про спадкове гетьманство в роді Розумовських, і 1764 року примусила Кирила Розумовського зректися з гетьманства, за що йому зберегли становище високого достойника Російської імперії, забезпечили велику пенсію й надали у власність колишні гетьманські маєтки, зокрема, Батурин.
Понад 11 років (1755-1767) проводив то за кордоном, то в обох російських столицях. Наприкінці життя повернувся до Батурина, де і прожив останні 9 років. Тут він збудував палацово-парковий ансамбль.
Заповів поховати себе в склепі збудованої ним на зламі XVIII-XIX ст. Воскресенської церкви. Її звели на місці зруйнованого мазепинського Троїцького собору. 1927 року радянські чиновники відкрили і пограбували його склеп, але останки гетьмана залишилися в його могилі.

## Президент Імператорської Академії наук

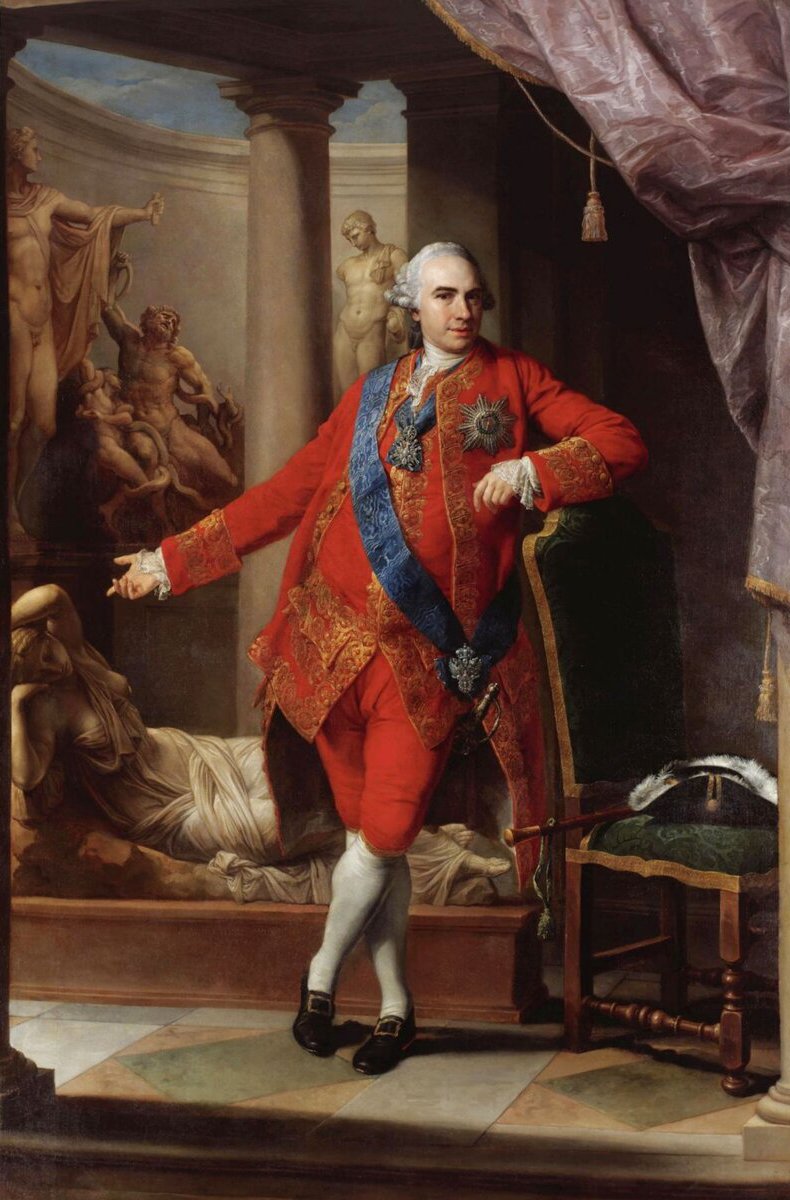
Кирило Розумовський. Художник Помпео Джироламо Батоні, 1766

З дня заснування до 1741 року в академії було 4 президенти. Всі вони були німці: Л. Л. Блюментрост, Г. К. Кайзерлінг, І. А. Корф, К. Бревен. З початком правління Єлизавети Петрівни зухвальства німців у імперії почали придушуватись. Не обійшли увагою й Академію наук. Потрібно було знайти нового голову, але підходящої кандидатури не могли знайти перших 5 років правління Єлизавети Петрівни. Взагалі, вчених російського походження в тодішній Російській імперії було не надто багато. Ломоносову, якого відправили навчатися за кордон, обіцяли посаду екстраординарного академіка, але на нього, попри беззаперечну геніальність, дивилися дещо з підозрою і призначили лише ад'юнктом. Михайло Ломоносов був досить запальною персоною і до своїх цілей з русифікації академії він часто не боявся говорити речі, які потрібно було тримати при собі.
Кандидатуру президента знайшли випадково. Після поїздки за кордон на навчання Кирило Григорович за свідченнями сучасників став зовсім іншою особистістю. У своїх спогадах Катерина II дуже схвальними відгуками висловлювалася про Кирила, говорячи, що за декілька років він став набагато освіченішим і витриманішим у своїх манерах, аніж його старший брат. Всі при дворі були в захваті від його краси та манер.
Оскільки в процесі політики русифікації багато вчених, таких як Деліль, Ейлер, Геллерт, Гмелін і інші, вирішили повернутися на батьківщину, то фактично високоосвічених людей в Російській імперії залишились одиниці. Становище Кирила при дворі сказало саме за себе. В указі від 21 травня 1746 року Кирило Григорович став Президентом Імператорської Академії наук.
Головними напрямками розвитку тодішньої Академії наук були сфери математичних і природничих наук, вивчення природних багатств, географії, складу населення імперії. Але першою справою, яка стояла перед Кирилом — це створити атмосферу порядку і дисципліни, бо деякі диспути в академії доходили до бійок.
Молодому вісімнадцятирічному графу потрібна була міцна і сильна опора в Академії. Він вирішив зробити ставку на Михайла Ломоносова, який мав суперечності в поглядах як з німцями, так і з росіянами. Перший крок до порядку, молодий гетьман втілив шляхом створення нового штату та регламенту, який був підписаний імператрицею 27 червня 1747 року. За ним Академія була розділена на 2 частини — власне академію та університет. Академію мали складати 10 академіків і при кожному з них ад'юнкт і десять почесних членів, які працюють поза академією. Всі ад'юнкти мали бути росіянами. Вести документацію на засіданнях Академії мав конференц-секретар. В статуті вказана норма, за якою академіки мали виконувати доручення урядових органів, бібліотека, кунсткамера, типографії, книжкова крамниця збережені при Академії. Річний бюджет академії становив 53298 рублів.
Наступним кроком Кирила Григоровича було вивчення історії та географії. В 1760 році розпорядженням Сенату були зобов'язані всі регіональні уряди з доставки географічних відомостей для публікації великого Атласу Російської імперії. Збиралися відомості про всі церковні будівлі з метою вивчення їх історії. Проте історична наука перебувала в стані «ембріону» в Російській імперії. Фактично першою дисертацією, яка дала поштовх до вивчення історії, стала праця Міллера «Походження імені та народу російського» (рос. «Происхождение имени и народа российского»). В результаті дискусії, яка розгорілася навколо неї почалося вивчення цієї галузі. Найбільшим противником Міллера виступав Ломоносов. З 1751 року Ломоносов почав активно займатися вивченням історії й у 1760 році видав «Короткий російський літопис» (рос. «Краткий российский летописец»).
Після 1748 року Кирило Григорович активно підтримував Ломоносова. В цьому ж році за написання оди на честь сходження на престол Єлизавети Петрівни він виклопотав премії Ломоносову в розмірі 2000 рублів. Для заохочення Ломоносова, Кирило Григорович розпорядився привести академічну лабораторію в такий стан, щоб вчений міг спокійно займатися своїми дослідами в області хімії. Ломоносов став улюбленцем графа Розумовського і користувався його підтримкою у всіх починаннях.
Досить складна ситуація була також і з університетом, де фактично не було студентів. Для поповнення складу студентства Кирило Григорович вимагав з Невської, Московської та Новгородської семінарій найкращих вихованців. Правда першим часом справи тут не ладились, бо студенти не підкорялися наказам, могли грубити керівництву… Новим ректором замість відомого Міллера було призначено Крашеннікова, який стабілізував ситуацію.

Кирило Григорович розумів, що без активного книговидання справа Академії не має сенсу, тому в 1748 році він розпорядився, щоб 
|  | перекладали та друкували книги різного цивільного змісту, в яких користь та забавка об'єднані були б із пристойною для світського життя мораллюОригінальний текст (рос.) [переводили и печатали книги гражданского разного содержания, в которых польза и забава соединена б была с пристойным к светскому житию нравоучением] Помилка: {{Lang}}: текст вже має курсивний шрифт (допомога) |

У 1750 році після обрання Кирила Григоровича малоросійським гетьманом, він прохав імператрицю відійти від справ в Академії, але отримав відмову, тому вимушений був постійно розриватися між Глуховим і Петербургом.
Від справ Академії він фактично відійшов в 1765 році, коли його становище при дворі дещо похитнулося, через заяву Мировича, який на суді з приводу спроби визволити зі Шліссельбурзької фортеці Іоанна Антоновича з ціллю посадити останнього на престол, назвав Кирила Григоровича, як особу, яка стала ініціатором цієї ідеї, що стало здивуванням як для суддів, так і для самого Розумовського. Однак, офіційно на посаді Президента Академії Наук Кирило Григорович залишався до 1798 року.

## Родина

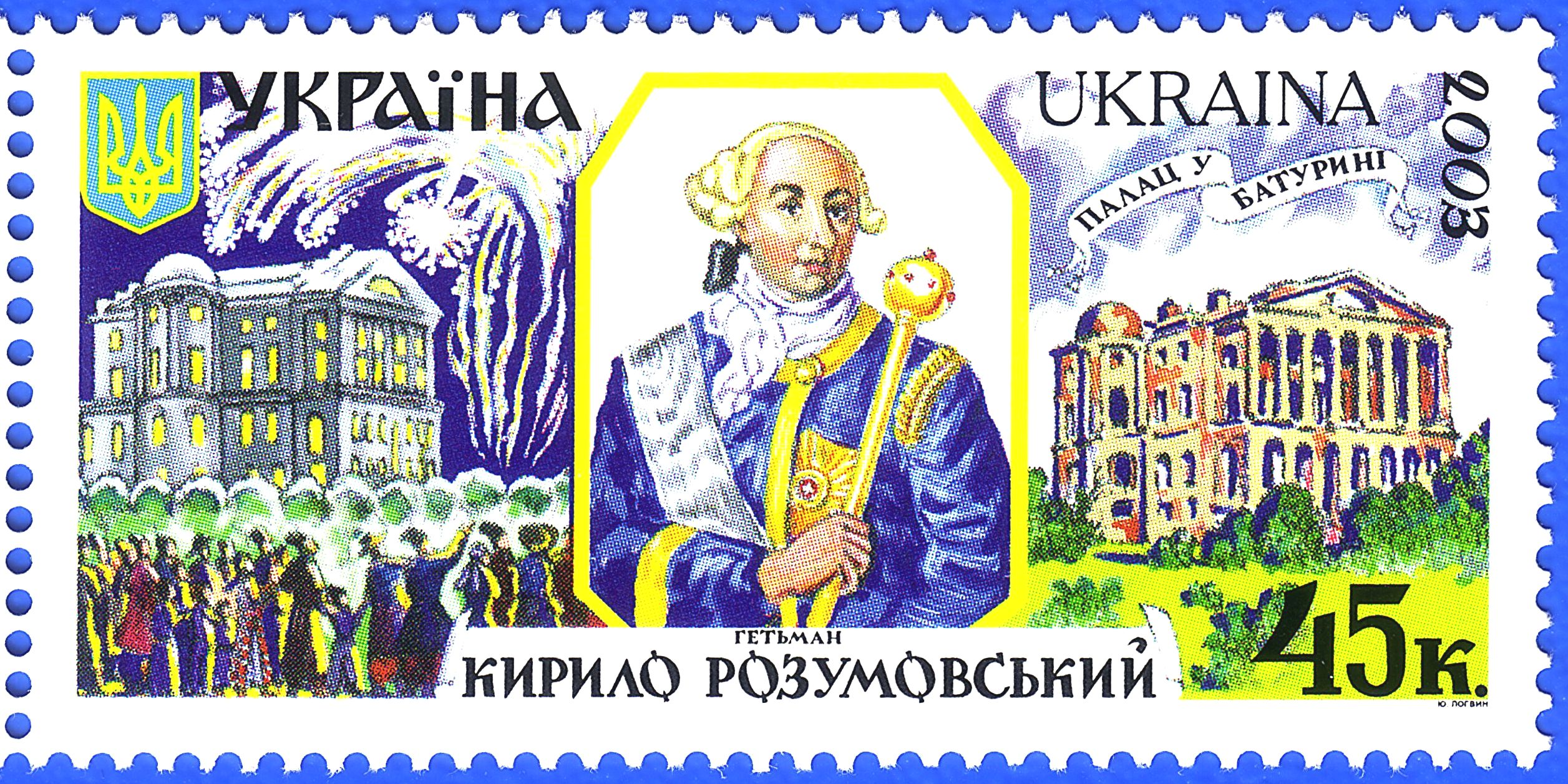
Поштова марка

За бажанням імператриці Єлизавети 27 жовтня 1746 року Розумовський одружився з її троюрідною сестрою, фрейліною Катериною Іванівною Наришкіною (1729—1771). У подружжя було шість синів і чотири дочки:
- Наталія  (1747—1837), фрейліна, з 1772 року була у шлюбі за Миколою Олександровичем Загряжським (1743—1821).
- Олексій (1748—1822) — перший в Росії міністр народної освіти (1810—1816).
- Єлизавета (1749—1813), фрейліна, з 1776 року була у шлюбі за Петром Федоровичем Апраксіним (1728—1813).
- Петро (1751—1823) — генерал-поручик, дійсний таємний радник, обер-камергер, в 1774 році проти волі батька одружився з фрейліною С. С. Чарторийською, з дому Ушакових (1746—1806).
- Андрій (1752—1836) — дипломат, меценат, дійсний таємний радник 1-го класу.
- Дарина (1753—1762), померла 9-річною дитиною, похована в родинній усипальні своєї матері у Верхньо-Петрівському монастирі.
- Ганна (1754—1826), фрейліна, відрізнялася красивою зовнішністю, була у шлюбі за В. С. Васильчиковим. Її прямі нащадки — Династія Скоропадських — Монархічний Дім, що правив Україною у 1918 році.
- Лев (1757—1818) — згодом генерал-майор; вихователем його у 1769—1775 роках був учень Григорія Сковороди Михайло Ковалинський.
- Григорій (1759—1837) — геолог, мінералог, біолог.
- Іван (1761—1802) — генерал-майор.

## Вшанування пам'яті

### Топоніми
Ім'я Кирила Розумовського носять вулиці у Борисполі, Гоголеві, Ізюмі, Києві, Черкасах, Чернігові, Яготині.
У місті Київ вулицю Миколи Краснова перейменували на вулицю Гетьмана Кирила Розумовського.
У місті Черкаси одну з вулиць найменували на честь Кирила Розумовського.
У місті Чернігів вулицю Рахматуліна перейменували на вулицю Кирила Розумовського.
У місті Глухів Сумської області вулицю Мічуріна перейменували на вулицю Кирила Розумовського.
У місті Первомайськ вулицю Маршала Івана Конєва перейменували на вулицю Кирила Розумовського.
У селі Лемеші Чернігівської області, де в козацькій родині Григорія та Наталії Розумовських народився гетьман існує вулиця Розумовських.

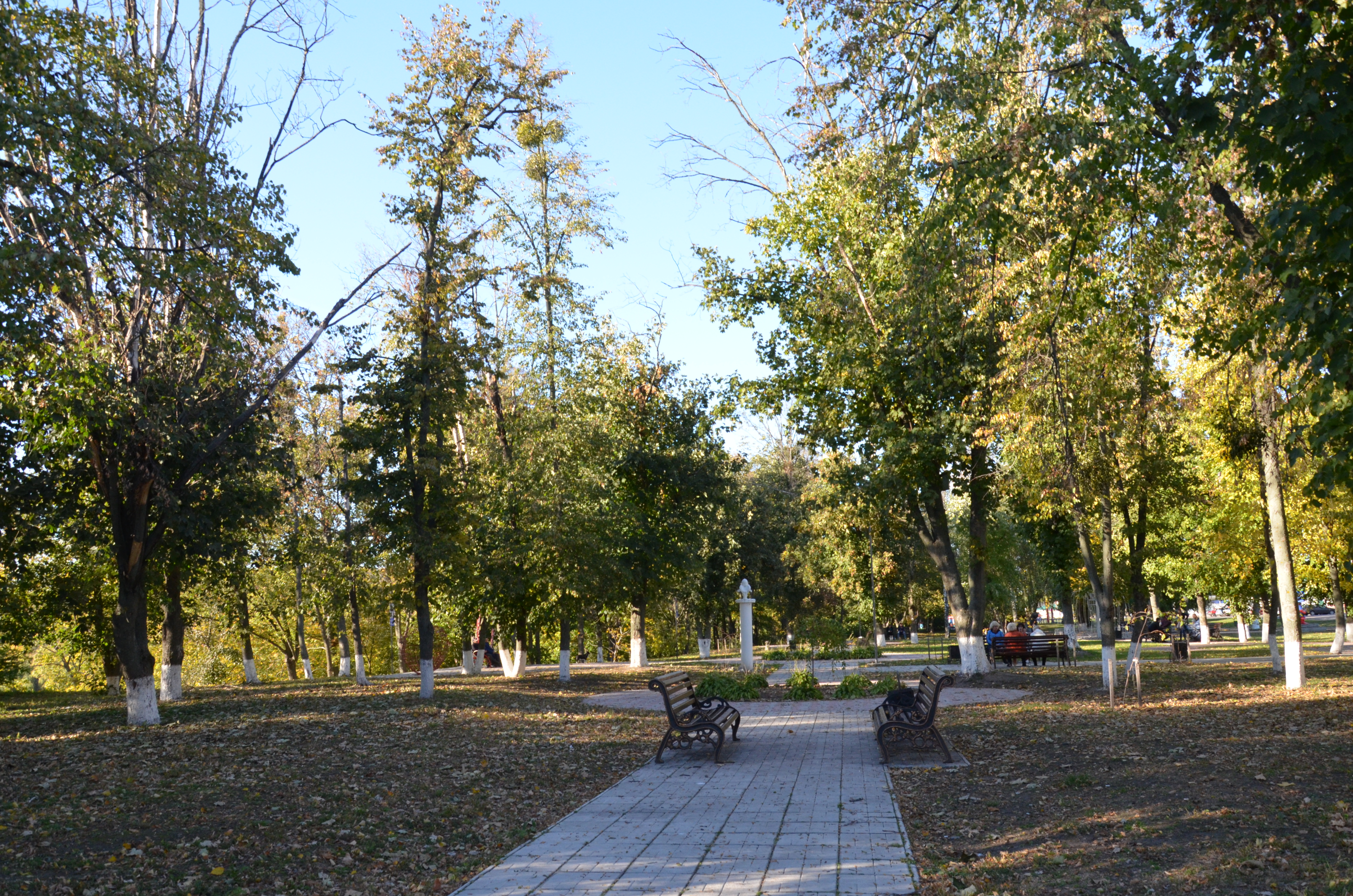
Яготинський ландшафтний парк імені гетьмана Кирила Розумовського

### Парк
У місті Яготин є Яготинський ландшафтний парк імені гетьмана Кирила Розумовського.

### Скульптури
У Воскресенській церкві Батурина, над могилою Розумовського у 2013 р. встановлено копію його надгробка, що був зруйнований радянським тоталітарним режимом в 1930-х рр.
У місті Батурин є пам'ятник «Гетьмани. Молитва за Україну» до якого входить скульптура Кирила Розумовського.

### В образотворчому мистецтві
Історичні портрети

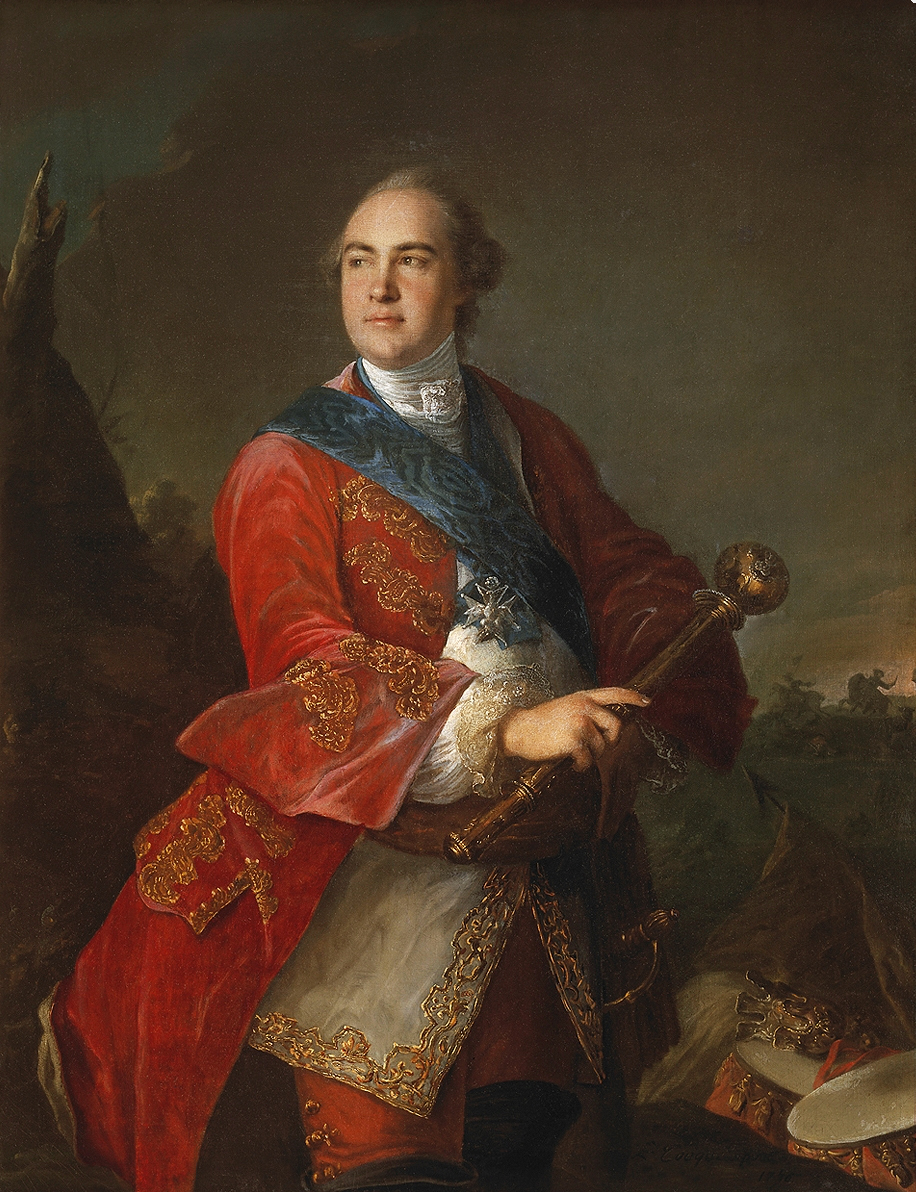
Портрет Луї Токе[fr], 1758 рік, Третьяковська галерея
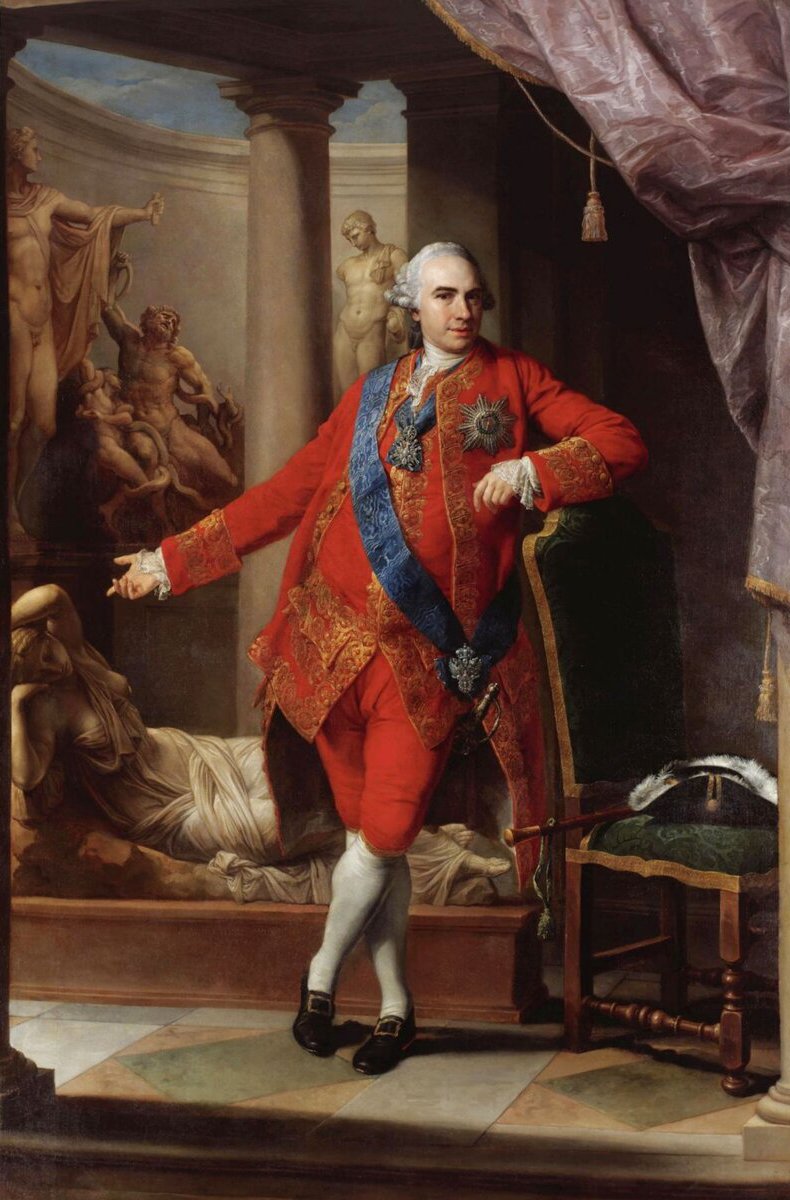
Портрет Помпео Батоні, 1766 рік, колекція родини Розумовських, Відень
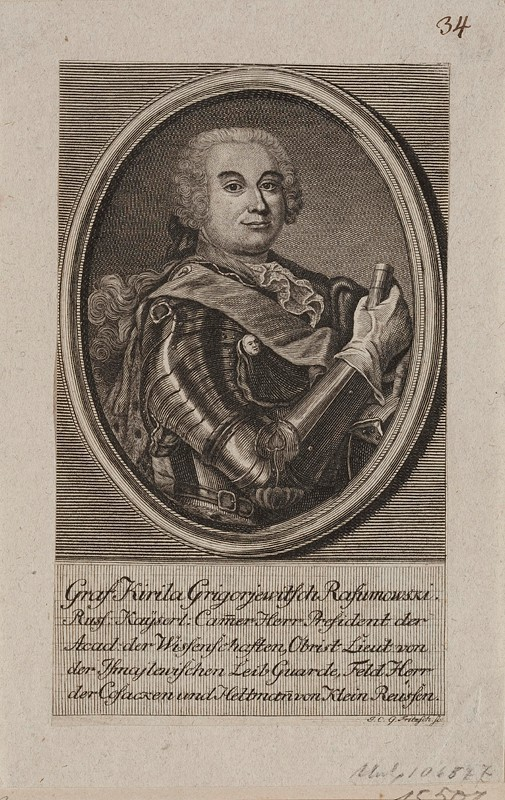
Гравюра Фріца Йоганна Крістіана Ґотліба, 2 пол. XVIII ст., Ермітаж
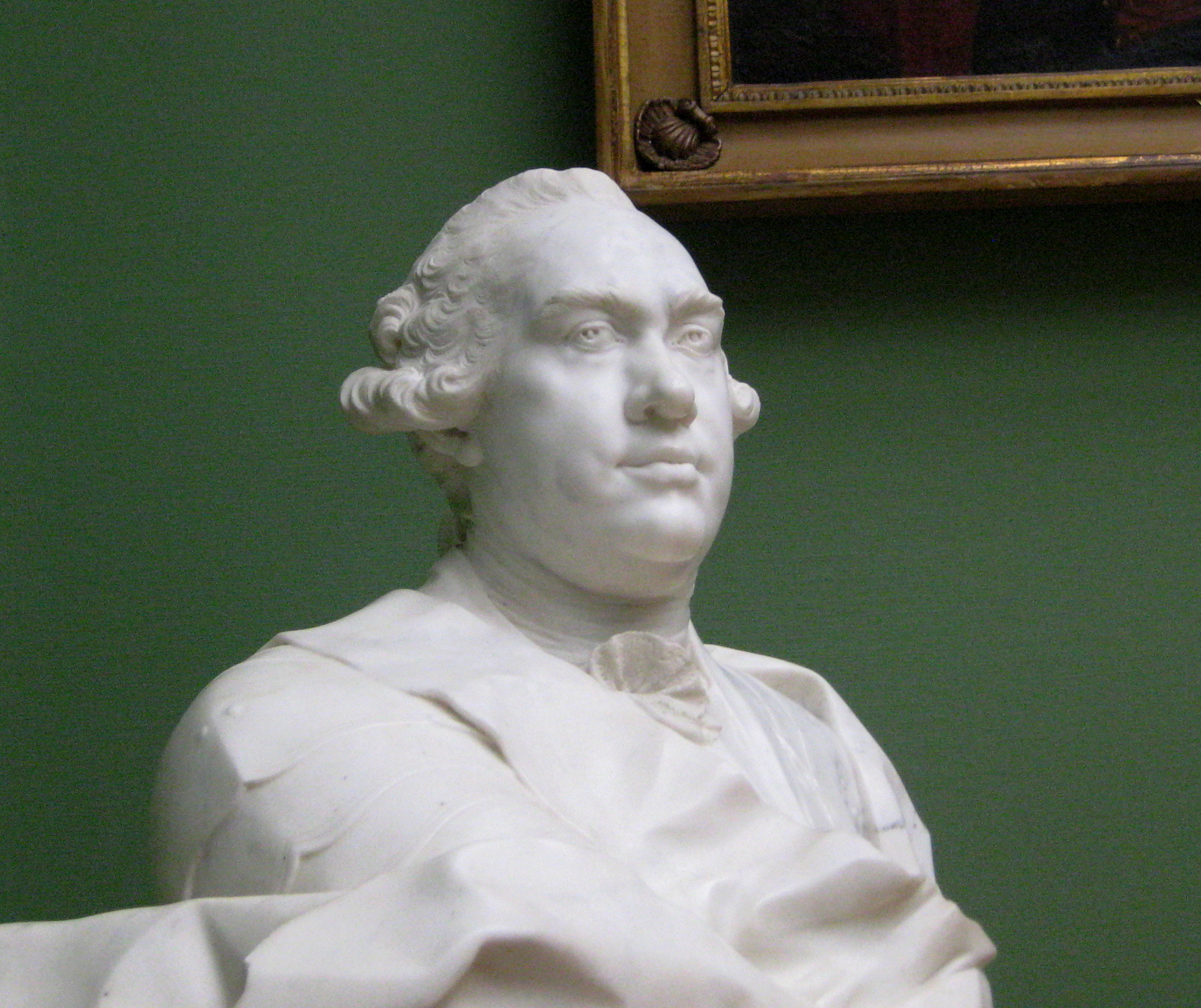
Бюст Андре-Жана Лебрена[fr], 1766 рік, Третьяковська галерея
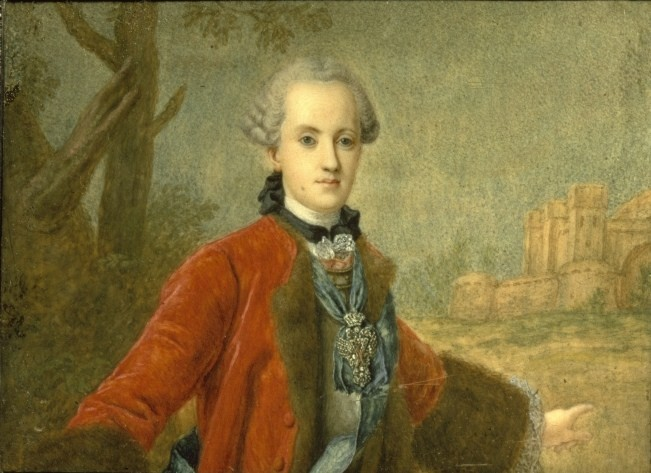
Так званий «портрет Кирила Розумовського» (насправді одна з варіацій портрету Карла Крістіана Саксонського, герцога Курляндського)

Пізніші копії

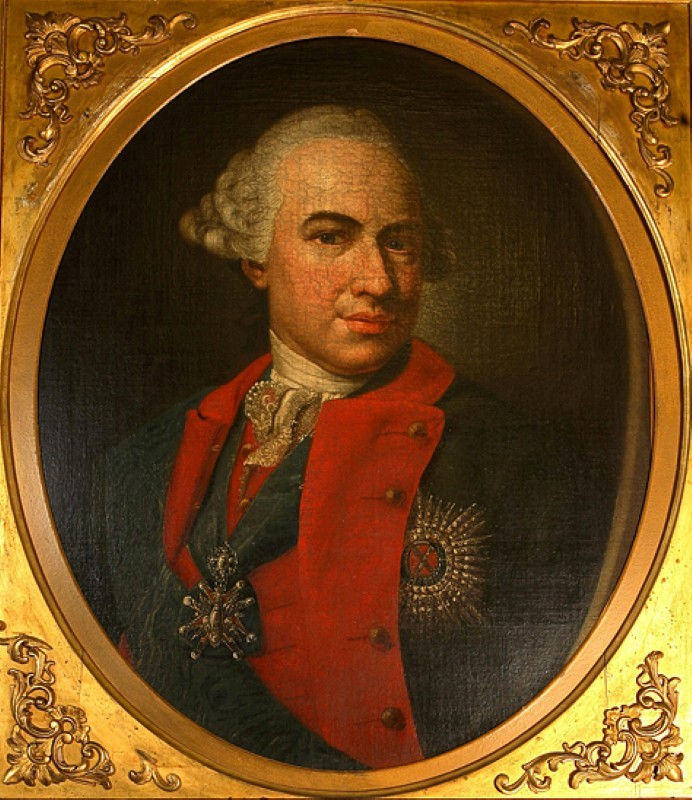
Портрет невідомого автора (копія Батоні), 2 пол. XVIII ст., Кунсткамера (Санкт-Петербург)
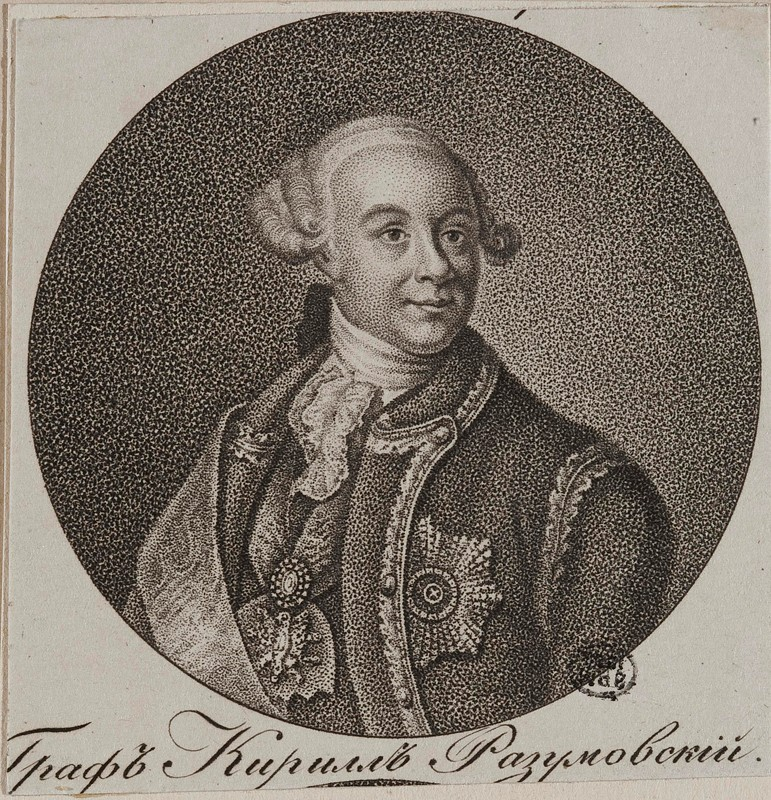
Гравер-кріпак Олексій Осіпов, 1838 рік, Ермітаж
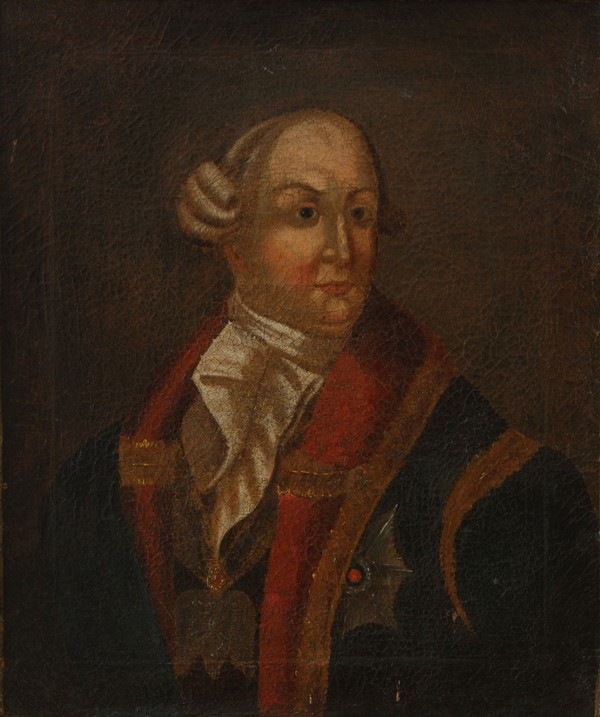
Парсуна невідомого автора, сер. XIX ст., Сумський художній музей ім. Н. Онацького
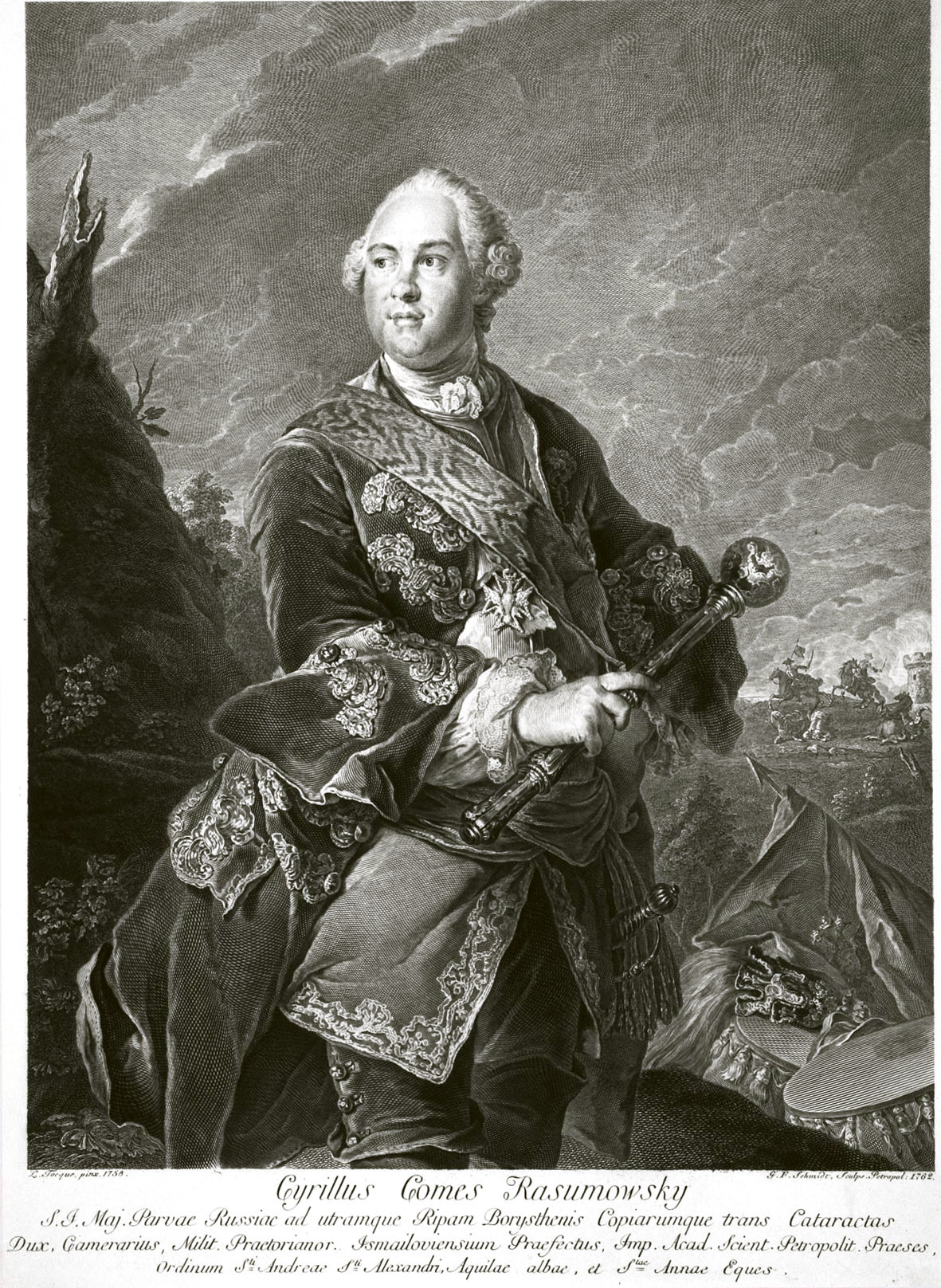
Гравер Георг Фрідріх Шмідт (копія Токе), 1762, Пушкінський музей (Москва)
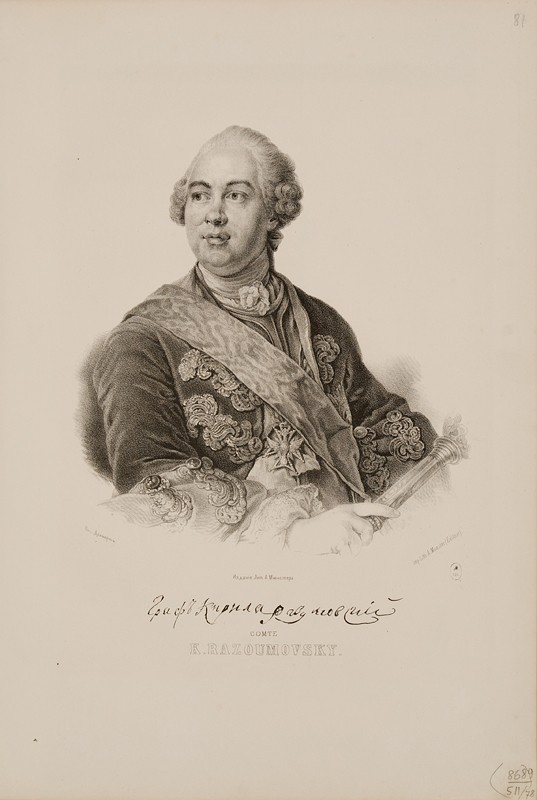
Літографія невідомого автора за малюнком Августа Дайнерта, 1865, Російський музей
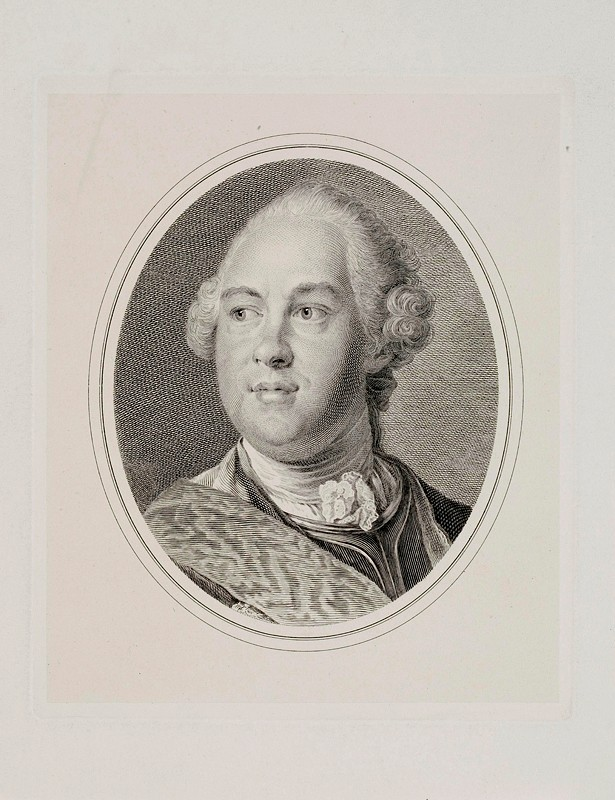
Копія гравюри Шмідта невідомого автора, 1880, Ермітаж